# Charlie Tahan
Charles Tahan, detto Charlie (Glen Rock, 11 giugno 1998), è un attore statunitense.

## Biografia

### Primi anni
Charles Tahan è nato l'11 giugno 1998 a Glen Rock, nel New Jersey. È cresciuto a Glen Rock dove ha frequentato la Glen Rock High School. Sua sorella minore è l'attrice Daisy Tahan.

## Filmografia

### Attore

#### Cinema
- High Falls, regia di Andrew Zuckerman - cortometraggio (2007)
- Trainwreck: My Life as an Idiot, regia di Tod Harrison Williams (2007)
- Once Upon a Film, regia di Dex Decker (2007)
- Io sono leggenda (I Am Legend), regia di Francis Lawrence (2007)
- Quality Time, regia di Colin Marshall - cortometraggio (2008)
- Come un uragano (Nights in Rodanthe), regia di George C. Wolfe (2008)
- L'amore e altri luoghi impossibili (The Other Woman), regia di Don Roos (2009)
- Meskada, regia di Josh Sternfeld (2010)
- Segui il tuo cuore (Charlie St. Cloud), regia di Burr Steers (2010)
- Burning Bright - Senza via di scampo (Burning Bright), regia di Carlos Brooks (2010)
- Blood Ties - La legge del sangue (Blood Ties), regia di Guillaume Canet (2013)
- Blue Jasmine, regia di Woody Allen (2013)
- Life of Crime - Scambio a sorpresa (Life of Crime), regia di Daniel Schechter (2013)
- The Harvest, regia di John McNaughton (2013)
- I toni dell'amore - Love Is Strange (Love Is Strange), regia di Ira Sachs (2014)
- Wiener-Dog, regia di Todd Solondz (2016)
- You Can Go, regia di Christine Turner - cortometraggio (2016)
- Super Dark Times, regia di Kevin Phillips (2017)
- La seconda vita di Anders Hill (The Land of Steady Habits), regia di Nicole Holofcener (2018)
- Poms, regia di Zara Hayes (2019)
- III, regia di Kevin Phillips (2019)
- Drunk Bus, regia di John Carlucci e Brandon LaGanke (2020)
- Unsubscribe, regia di Christian Nilsson - cortometraggio (2020)
- The Pale Blue Eye - I delitti di West Point (The Pale Blue Eye), regia di Scott Cooper (2022)
- A Complete Unknown, regia di James Mangold (2024)

#### Televisione
- Fringe – serie TV, 1 episodio (2008)
- Law & Order - Unità vittime speciali (Law & Order: Special Victims Unit) – serie TV, 4 episodi (2010-2011)
- Blue Bloods – serie TV, 1 episodio (2012)
- Wayward Pines – serie TV, 12 episodi (2015-2016)
- Gotham – serie TV, 4 episodi (2015-2017)
- Ozark – serie TV, 41 episodi (2017-2022)
- Castle Rock – serie TV, 3 episodi (2018)
- FBI: Most Wanted – serie TV, 1 episodio (2020)
- Monsterland – serie TV, 1 episodio (2020)

### Doppiatore
- Frankenweenie, regia di Tim Burton (2012)
- Captain Sparky vs. The Flying Saucers, regia di Mark Waring - cortometraggio (2013)

## Doppiatori italiani
Nelle versioni in italiano delle opere in cui ha recitato, Charlie Tahan è stato doppiato da:
- Andrea Di Maggio in Frankenweenie,  Segui il tuo cuore
- Tito Marteddu ne L'amore e altri luoghi impossibili
- Alessio Puccio in Law & Order - Unità vittime speciali
- Manuel Meli in Wayward Pines
- Monica Bonetto in Burning Bright
- Flavio Aquilone in Ozark
- Alex Polidori ne La seconda vita di Anders Hill
- Federico Viola in FBI: Most Wanted

## Riconoscimenti
- 2011 – Saturn Award
  - Candidatura come Miglior attore emergente per Segui il tuo cuore
- 2013 – Young Artist Awards
  - Miglior performance in un ruolo fuori campo – Giovane attore in un film per Frankenweenie
- 2019 – Screen Actors Guild Awards
  - Candidatura per il miglior cast in una serie televisiva drammatica per Ozark
- 2021 – Screen Actors Guild Awards
  - Candidatura per il miglior cast in una serie televisiva drammatica per Ozark